# 高虎脑水库
高虎脑水库是中国江西省吉安市永丰县石马镇的一座水库，位于乌江支流上，建于1975年。水库正常库容为1280万立方米，平均水深为18.00米，集雨面积为22平方千米，海拔为219米。